# Salwiusz (biskup Amiens)
Salwiusz, również Salvinus, Salvus (zm. ok. 615) – frankijski mnich, biskup Amiens, założyciel klasztoru św. Maryi we Flandrii, który stał się podwaliną do powstania miasta Montreuil, święty Kościoła katolickiego.

## Żywot
Według Vita, Salwiusz pochodził ze szlacheckiej rodziny z okolic Amiens. Od najmłodszych lat zmierzał do życia duchowego. Był czwartym lub piątym z rzędu biskupem diecezji Amiens (wbrew swojej woli), prawdopodobnie jako następca św. Honorata (zm. 593-600). W miejscu dzisiejszej katedry w Amiens wybudował kościół pod wezwaniem świętych Piotra i Pawła do którego przeniósł relikwie m.in. św. Firmina.
Przemierzając tereny diecezji Amiens, jak i poza nią, szerzył Ewangelię, życzliwość i dobro. Rozkwitało tam nowe życie duchowe a pogańskie zwyczaje i zasady zniknęły.

## Kult
Do 695 relikwie św. Salwiusza spoczywały w klasztorze św. Maryi (obecnie stoi tu ratusz). Nieliczna ich cząstka trafiła do Arras, przy czym zostały one utracone po 1803 roku.
W prezbiterium katedry Notre-Dame w Amiens (fr. Cathédrale Notre-Dame de Amiens) znajdują się cztery płaskorzeźby przedstawiające sceny z życia świętego, m.in. przeniesienie relikwii św. Firmina.
Wspomnienie liturgiczne św. Salwiusza obchodzono najpierw w Amiens 28 października, następnie 11 stycznia (w dniu wspomnienia afrykańskiego męczennika o tym samym imieniu z którym jest mylony), by po reformie liturgicznej Kościół katolicki w nowym Martyrologium powrócił do pierwotnego dnia.